# 中東アフリカ局
中東アフリカ局（ちゅうとうアフリカきょく、英語: Middle Eastern and African Affairs Bureau）は、外務省の内部部局の一つ。

## 職務
中東（アフガニスタン以西）、アフリカ地域の安定と繁栄の確保を目指し、域内地域・諸国間における未来に向けた友好関係を構築し、望ましい国際環境を確保するという地域別外交の基本目標を基に、以下の施策を行っている。
- 中東における地域協力の強化
- 未来志向の日本、中東関係の推進
- 未来志向の日本、アフリカ関係の推進
- アフリカ諸国との友好関係の強化
- アフリカに対する支援
- 中東におけるエネルギー開発

2001年4月から、担当地域の67カ国のうち、サハラ砂漠以南のアフリカ48カ国に関する事務は、中東アフリカ局内に新設されたアフリカ審議官に移管され、2012年8月にはアフリカ部が新設された。

## 組織
- 局長
- 参事官
- 中東第一課（トルコ・シリア以西の近東・北アフリカ諸国）
- 中東第二課（アフガニスタン以西、イラク以東の中東諸国）
  - 地域調整官

### アフリカ部
- 参事官
- アフリカ第一課（スーダン・ブルンジ・ルワンダ以西・コンゴ民主共和国以北の中部アフリカ・西アフリカ諸国及びジブチ・マダガスカル・コモロ）
  - 企画官
- アフリカ第二課（第一課管轄以外の東アフリカ・南部アフリカ諸国）
  - 地域調整官

## 歴代局長
- 安藤俊英 (2024年～)
- 長岡寛介 (2021年～2024年)
- 高橋克彦（2019年～2021年)
- 岡浩（2017年～2019年）
- 上村司（2014年～2017年）
- 宮川真喜雄（2012年～2014年）
- 松富重夫（2010年～2012年）
- 鈴木敏郎（2008年～2010年）
- 奥田紀宏（2006年～2008年）
- 吉川元偉（2004～2006年）
- 堂道秀明（2003～2004年
- 安藤裕康（2002年～2004年）
- 重家俊範（2001年～2002年：中近東アフリカ局長）
- 榎泰邦（2000年～2001年：中近東アフリカ局長）
- 天江喜七郎（1998年～2000年：中近東アフリカ局長）
- 登誠一郎（1996年～1998年：中近東アフリカ局長）
- 法眼健作（1995年～1996年：中近東アフリカ局長）
- 須藤隆也（1993年～1995年：中近東アフリカ局長）
- 小原武（中近東アフリカ局長）
- 渡辺允（1989年～：中近東アフリカ局長）
- 恩田宗（1987年～1989年：中近東アフリカ局長）
- 三宅和助（1984年：中近東アフリカ局長）
- 波多野敬雄（1982年～1984年：中近東アフリカ局長）
- 村田良平（1980年：中近東アフリカ局長）
- 千葉一夫（1978年：中近東アフリカ局長）
- 加賀美秀夫（1976年：中近東アフリカ局長）
- 中村輝彦（1974年：中近東アフリカ局長）
- 田中秀穂（1972年：中近東アフリカ局長）
- 魚本藤吉郎（1970年：中近東アフリカ局長）
- 小室和秀（1969年：中近東アフリカ局長心得）
- 井川克一（1967年：中近東アフリカ局長）
- 力石健次郎（1965年：中近東アフリカ局長）